# Dory Funk, Jr.
Dormace Funk, Jr. (* 3. Februar 1941 in Amarillo, Texas), bekannt unter seinem Ringnamen Dory Funk, Jr., ist ein ehemaliger US-amerikanischer Wrestler und Wrestling-Trainer. Er ist der Sohn von Dory Funk Sr., sein Bruder ist Terry Funk. Er ist Erfinder des Texas Cloverleaf Aufgabegriffes und unterhält das Funking Conservatory, eine Wrestlingschule. Seine Schüler sind Teil einer !Bang! genannten Wrestling-Show in Ocala, Florida.
Funk Jr. trug den NWA-World-Heavyweight-Championship-Titel über eine Dauer von vier Jahren, was die fünftlängste Regentschaft dieses Titels bedeutet. Im Jahr 2009 wurde Funk gemeinsam mit seinem Bruder Terry in die WWE Hall of Fame aufgenommen.

## Karriere

### Anfang
Dory Funk Jr.'s Wrestlingkarriere begann im Januar 1963, nachdem er seine College-Football-Karriere mit einem 15:14-Sieg mit seiner Mannschaft von der West Texas State University gegen die Ohio University beim Sun Bowl in El Paso, Texas beendete. Funks erstes Match war ein Sieg gegen Don Fargo in Amarillo, Texas. In seiner Ecke stand der West Texas State University All American Jerry Logan, Fargo wurde von seinem Bruder Jim begleitet. Dory Funk Jr. erhielt zusätzliche Unterstützung durch das West Texas State University Football Team und die Amateurringer-Mannschaft der Tascosa High School, welches Dory als studentischer Trainer unter Coach James Kyle trainierte. 

### National Wrestling Alliance
Dory Funk Jr. kam 1968 zur National Wrestling Alliance (NWA) und gewann am 11. Februar 1969 die NWA World Heavyweight Championship von Gene Kiniski in Tampa, Florida. Diesen Titel hielt er die folgenden viereinhalb Jahre, die zweitlängste ununterbrochene Regentschaft für einen NWA-Titel (Lou Thesz trug den NWA World Title vom 27. November 1949 bis zum 15. März 1956). Dory und sein Bruder Terry sind das einzige Brüderpaar in der Geschichte, dass diesen Titel innehatte.

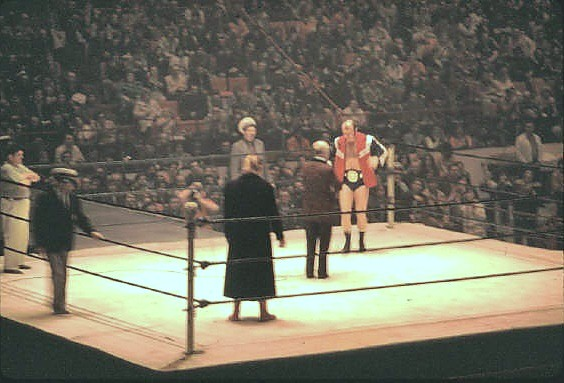
Funk Jr. als NWA World Champion (1973)

Funk Jr. verlor am 24. Mai 1973 die NWA World Championship nach einer unvollständig auskurierten Verletzung, die er sich nach eigener Aussage von ihm und seinem Vater bei einem Unfall auf dessen Ranch zugezogen hatte. Widersprüchliche Quellen lassen vermuten, dass dieser Unfall nur erfunden sei, weil Dory Funk Sr. nicht wollte, dass sein Sohn den Titel gegen einen anderen Face-Wrestler, Jack Brisco, verlor, weswegen das Match umgebucht wurde, so dass der Heel Harley Race Funks neuer Gegner wurde. Diese Behauptung diente möglicherweise lediglich als Erklärungsversuch dafür, dass er den Titel verlor. Race hielt den Titel nur einige Monate, bevor er ihn Brisco übernahm.
Funk Jr. trat in den 1970ern und frühen 1980ern in der NWA, hauptsächlich in den Regionen Mid-Atlantic, Georgia, Florida und den Zentralstaaten, an. Im Dezember 1984 bestritt er gemeinsam mit seinem Bruder Terry ein Tag-Team-Match gegen Bruiser Brody und Stan Hansen, welches später eine 5-Sterne-Wertung von Dave Meltzer erhielt.
Im Januar 1986 debütierte Dory (unter dem Namen „Hoss“) an der Seite Terry Funks in der WWF. Bei WrestleMania 2 besiegten sie Junkyard Dog und Tito Santana. Terry verließ die Promotion kurz danach wieder, Dory blieb jedoch und bildete ein neues Tag-Team mit seinem „Bruder“ Jimmy Jack Funk, welcher in Wirklichkeit nicht mit den Funks verwandt war. Dory Funk Jr. trat beim Royal Rumble 1996 noch einmal als Einzelwrestler in der WWF an.

### Spätere Jahre
Heute leitet Dory Funk Jr. die Funking Conservatory Wrestlinkschule und lehrt dort seine Wrestlingmethoden. Einige seiner bekannten Schüler sind Jeff Hardy, Matt Hardy, Christian, Lita, Kurt Angle, Mickie James, Edge, Ted DiBiase, Test und Delirious.
Am 1. März 2008 besiegten Dory Funk und Nishimura ihre Gegner Genichiro Tenryu und Masanobu Fuchi in Funks Abschiedsmatch.
Am 16. Februar 2009 wurde bei WWE Raw bekanntgegeben, dass Dory und Terry Funk durch Dusty Rhodes in die WWE Hall of Fame eingeführt würden.
Bei TNA Today vom 1. April 2010 führte Dory Funk ein Interview mit Jeremy Borash.

## Privatleben
Dory heiratete seine erste Frau, Jimmie, 1960. Die Ehe wurde 1983 geschieden. Sie haben drei gemeinsame Kinder und fünf Enkel. Einer seiner Enkel wird von Funk Jr. trainiert.
1989 heiratete Dory seine zweite und derzeitige Frau, Marti.

## Titel und Errungenschaften
- All Japan Pro Wrestling

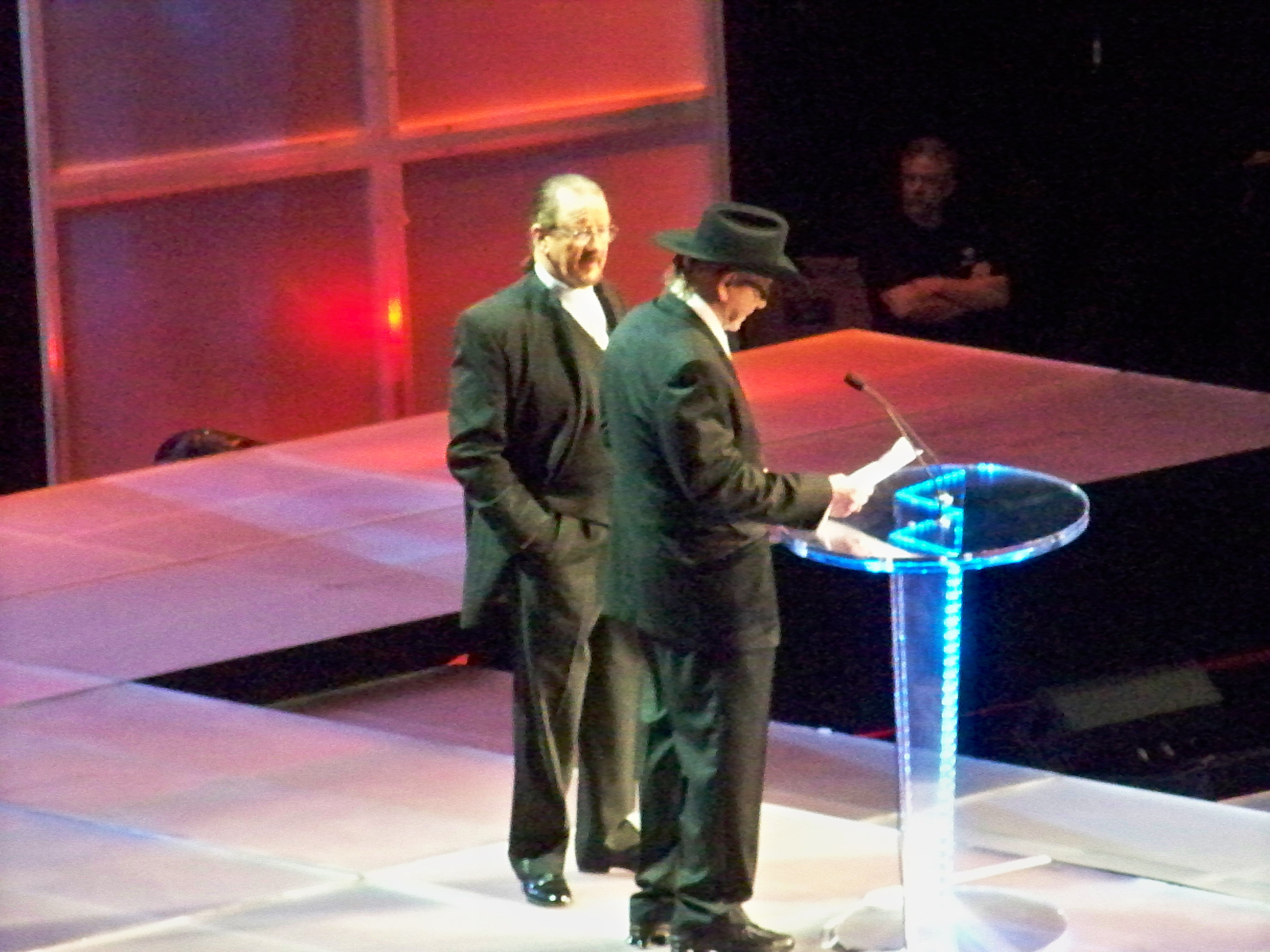
Dory und Terry Funk während der Aufnahme in die WWE Hall of Fame (2009)

  - NWA International Heavyweight Championship (2×)
  - NWA International Tag Team Championship (3×) – mit Terry Funk
  - World's Strongest Tag Team League (1977, 1979, 1982) – mit Terry Funk

- Championship Wrestling from Florida
  - NWA Florida Heavyweight Championship (4×)
  - NWA Florida Tag Team Championship – mit Terry Funk
  - NWA Florida Television Championship (2×)
  - NWA International Heavyweight Championship
  - NWA North American Tag Team Championship (Florida version) (2×) – mit Terry Funk (1×) und David von Erich (1×)
  - NWA World Heavyweight Championship

- Continental Wrestling Association
  - CWA World Heavyweight Championship

- Georgia Championship Wrestling
  - NWA Georgia Tag Team Championship – mit Terry Funk

- International Championship Wrestling
  - ICW Heavyweight Championship[9]

- Mid-Atlantic Championship Wrestling
  - NWA Mid-Atlantic Heavyweight Championship (2×)

- National Wrestling Alliance
  - NWA Hall of Fame (2006)

- NWA Hollywood Wrestling
  - NWA Americas Heavyweight Championship
  - NWA International Tag Team Championship (3×) – mit Terry Funk
  - NWA World Tag Team Championship (Los Angeles Version) – mit Terry Funk

- NWA Western States Sports
  - NWA Brass Knuckles Championship (Amarillo version) (2×)
  - NWA International Tag Team Championship (2×) – mit Terry Funk
  - NWA North American Heavyweight Championship (Amarillo version)
  - NWA Western States Tag Team Championship (6×) – mit Ricky Romero (2×), The Super Destroyer (2×), Ray Candy (1×), und Larry Lane (1×)
  - NWA World Tag Team Championship (Texas Version) (2×) – with Terry Funk

- New England Wrestling Alliance
  - NEWA North American Heavyweight Championship

- Pro Wrestling Illustrated
  - PWI Match of the Year (1973) gegen Harley Race am 24. Mai
  - PWI Match of the Year (1974) gegen Jack Brisco am 27. Januar

- Professional Wrestling Hall of Fame and Museum
  - Professional Wrestling Hall of Fame 2005

- Southwest Championship Wrestling
  - SCW World Tag Team Championship – mit Terry Funk

- St. Louis Wrestling Hall of Fame

- St. Louis Wrestling Club
  - NWA Missouri Heavyweight Championship

- Stampede Wrestling
  - NWA International Tag Team Championship (Calgary version) – mit Larry Lane
  - Stampede Wrestling Hall of Fame[10]

- World Wrestling Council
  - WWC Puerto Rico Heavyweight Championship
  - WWC Universal Heavyweight Championship
  - WWC World Tag Team Championship – mit Terry Funk

- World Wrestling Entertainment
  - WWE Hall of Fame (2009)

- Wrestling Observer Newsletter awards
  - Wrestling Observer Newsletter Hall of Fame (1996)

- Sonstige Titel
  - New York Heavyweight Championship